# Sendets, Pyrénées-Atlantiques
Sendets är en kommun i departementet Pyrénées-Atlantiques i regionen Nouvelle-Aquitaine i sydvästra Frankrike. Kommunen ligger i kantonen Morlaàs som tillhör arrondissementet Pau. År 2022 hade Sendets 1 156 invånare.

## Befolkningsutveckling
Antalet invånare i kommunen Sendets
| Referens: INSEE |